# Rokurokubi

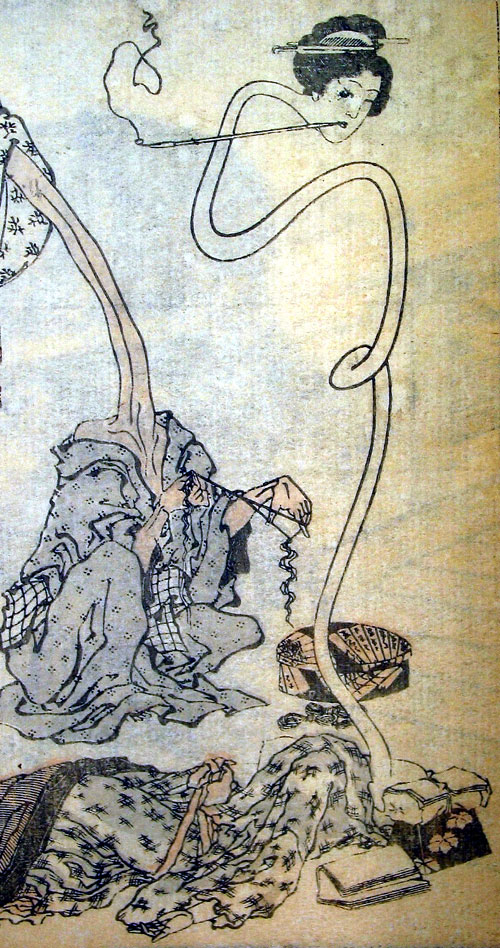
Två rokurokubi på en målning av Katsushika Hokusai

Rokurokubi (ろくろ首, 轆轤首, kvinnan med flygande huvudet, kvinnan med lång hals, kvinnan med ormhals) är ett sagoväsen i japansk folklore.
Enligt berättelserna är varelsen ursprungligen en människa som genom transformation blir en yōkai (spöke, fantom). Rokurokubi är på dagen synlig som en kvinna och den får under natten ett skrämmande ansikte, en mycket lång hals och ibland löser sig huvudet från kroppen. Det finns olika varianter av spöket och några attackerar personer som inte följde en buddhistisk doktrin medan andra strider mot män. Lätet som hörs under anfallet låter keta-keta.
Rokurokubi ska äta offrets livsenergi och dricka lampolja. Varelsen döljer sin rätta identitet på dagen eller den vet på dagen inte att den är ett nattspöke.